# Owen Power
Owen Power (* 22. November 2002 in Mississauga, Ontario) ist ein kanadischer Eishockeyspieler, der seit April 2022 bei den Buffalo Sabres in der National Hockey League (NHL) unter Vertrag steht. Im NHL Entry Draft 2021 wurde der Verteidiger als First Overall Draft Pick von den Sabres ausgewählt. Mit der kanadischen Nationalmannschaft gewann er die Goldmedaille bei der Weltmeisterschaft 2021.

## Karriere
Owen Power wurde in Mississauga geboren und spielte dort in seiner Jugend für die „Mississauga Reps“ in einer lokalen Nachwuchsliga. Im Jahre 2018 wurde er von den Flint Firebirds im Entry Draft der Ontario Hockey League (OHL) an 22. Position ausgewählt, ebenso wie von den Chicago Steel im Entry Draft der United States Hockey League (USHL). Anschließend traf er die für kanadische Juniorenspieler eher ungewöhnliche Entscheidung, nicht in der OHL und somit der ranghöchsten Nachwuchsspielklasse seiner Heimatprovinz zu spielen, sondern in der USHL als wichtigste US-amerikanische Juniorenliga. Er plante zu diesem Zeitpunkt, im weiteren Verlauf an der University of Michigan zu spielen, was nach einem Wechsel in die OHL nicht mehr möglich gewesen wäre. Somit verbrachte der Abwehrspieler zwei Jahre bei den Chicago Steel, in denen er ins All-Rookie Second Team sowie im Folgejahr ins First All-Star Team gewählt wurde. Zudem zeichnete man ihn am Ende der Saison 2019/20 als USHL-Verteidiger des Jahres aus.
Wie zuvor geplant schrieb sich Power zur Saison 2020/21 an der University of Michigan ein und läuft seither für deren Eishockeyteam auf, die Michigan Wolverines. Nach 16 Scorerpunkten in 26 Partien der durch die COVID-19-Pandemie verkürzten Spielzeit 2020/21 wurde er im All-Rookie Team sowie im Second All-Star Team der Big Ten Conference berücksichtigt. Im anstehenden NHL Entry Draft 2021 wurde der Kanadier daher als eines der aussichtsreichsten Talente gehandelt, sodass er in der Folge als First Overall Draft Pick von den Buffalo Sabres ausgewählt wurde. Er wurde damit zum erst vierten Spieler in der Geschichte des NHL Entry Draft, der aus dem College heraus an erster Position ausgewählt wurde – nach Joe Murphy (1986), Rick DiPietro (2000) und Erik Johnson (2006). Wenig später verkündete Power, dass er in der Folgesaison 2021/22 zu den Wolverines zurückkehren und somit nicht direkt in die NHL wechseln wird, was zuletzt ebenfalls bei Erik Johnson der Fall war.
In der Spielzeit 2021/22 steigerte Power seine persönliche Statistik bei den Wolverines auf 32 Punkte aus 39 Spielen, sodass er ins First All-Star Team der Big Ten Conference gewählt wurde. Zudem gewann er mit dem Team die Meisterschaft der Big Ten Conference. Im April 2022 unterzeichnete er dann einen Einstiegsvertrag in Buffalo und debütierte wenige Tage später für die Sabres in der National Hockey League (NHL). Seine erste komplette Saison beendete er mit 35 Punkten aus 79 Partien, sodass man ihn ins NHL All-Rookie Team berief. Anschließend unterzeichnete er im Oktober 2023 einen neuen Siebenjahresvertrag in Buffalo, der ihm mit Beginn der Saison 2024/25 ein durchschnittliches Jahresgehalt von 8,35 Millionen US-Dollar einbringen soll.

### International
Erste internationale Erfahrungen sammelte Power bei der World U-17 Hockey Challenge 2018, bei der er mit dem Team „Canada White“ den sechsten Platz belegte. Ohne in der Folge ein großes Turnier mit der U18- oder U20-Auswahl seines Heimatlandes bestritten zu haben, gehörte er bei der Weltmeisterschaft 2021 in Lettland zum Kader der kanadischen A-Nationalmannschaft. Dort kam er in allen zehn Partien des Turniers zum Einsatz und gewann mit dem Team die Goldmedaille. Im Jahr darauf nahm der Abwehrspieler an den Olympischen Winterspielen 2022 in der chinesischen Hauptstadt Peking teil, wo er mit der Mannschaft den sechsten Rang belegte. Eine weitere WM-Teilnahme folgte im Jahr 2024, als die Kanadier den vierten Platz belegten.

## Erfolge und Auszeichnungen
| - 2019 USHL All-Rookie Second Team - 2020 USHL-Verteidiger des Jahres - 2020 USHL First All-Star Team - 2021 Big Ten All-Rookie Team | - 2021 Big Ten Second All-Star Team - 2022 Meisterschaft der Big Ten mit den Michigan Wolverines - 2022 Big Ten First All-Star Team - 2023 NHL All-Rookie Team |

### International
- 2021 Goldmedaille bei der Weltmeisterschaft

## Karrierestatistik
Stand: Ende der Saison 2024/25

### International
Vertrat Kanada bei:
| - World U-17 Hockey Challenge 2018 - Weltmeisterschaft 2021 - abgebr. U20-Weltmeisterschaft 2022 | - Olympischen Winterspielen 2022 - Weltmeisterschaft 2024 |

(Legende zur Spielerstatistik: Sp oder GP = absolvierte Spiele; T oder G = erzielte Tore; V oder A = erzielte Assists; Pkt oder Pts = erzielte Scorerpunkte; SM oder PIM = erhaltene Strafminuten; +/− = Plus/Minus-Bilanz; PP = erzielte Überzahltore; SH = erzielte Unterzahltore; GW = erzielte Siegtore; 1 Play-downs/Relegation; Kursiv: Statistik nicht vollständig)